# Bacidina inundata
Bacidina inundata är en lavart som först beskrevs av Elias Fries, och fick sitt nu gällande namn av Vezda. Bacidina inundata ingår i släktet Bacidina och familjen Ramalinaceae.  Arten är reproducerande i Sverige. Inga underarter finns listade i Catalogue of Life.